# Bohemian Rhapsody: The Original Soundtrack
Bohemian Rhapsody: The Original Soundtrack is een soundtrackalbum van de film Bohemian Rhapsody, met nummers van de Britse rockgroep Queen en uitgebracht op 19 oktober 2018. Het album bevat een aantal oude nummers van de band, een aantal nummers dat is bewerkt en een aantal live-opnames, waaronder vier van de zes nummers die de band speelde op Live Aid in 1985. Het album werd uitgebracht door Hollywood Records in Noord-Amerika en door Virgin EMI Records in de rest van de wereld.

## Achtergrond
De filmmuziek werd gecomponeerd door John Ottman, die vaak met Bryan Singer, regisseur van Bohemian Rhapsody, heeft samengewerkt. De soundtrack bevat 22 tracks. Negen nummers zijn niet bewerkte studionummers opgenomen door Queen. Negen andere nummers zijn live-opnames, waaronder vier nummers en een vocale improvisatie afkomstig uit het optreden dat Queen op 13 juli 1985 gaf tijdens Live Aid. Twee nummers, We Will Rock You en Don't Stop Me Now, zijn bewerkt door gitarist Brian May en drummer Roger Taylor. Een ander nummer, Doing All Right, is opnieuw opgenomen door Smile, de band waar May en Taylor deel van uitmaakten voordat zij in Queen speelden. Tot slot verscheen een arrangement van de 20th Century Fox Fanfare door May en Taylor op het album.

## Tracklist
| Nr. | Titel                                                                                             | Schrijver(s)            | Duur |
| --- | ------------------------------------------------------------------------------------------------- | ----------------------- | ---- |
| 1.  | 20th Century Fox Fanfare (gespeeld op de elektrische gitaar door Brian May)                       | Alfred Newman           | 0:25 |
| 2.  | Somebody to Love (van A Day at the Races)                                                         | Freddie Mercury         | 4:56 |
| 3.  | Doing All Right... Revisited (opname uit 2018, uitgevoerd door Smile, speciaal hiervoor herenigd) | Brian May, Tim Staffell | 3:17 |
| 4.  | Keep Yourself Alive (live in het Rainbow Theatre, Londen, 31 maart 1974)                          | May                     | 3:56 |
| 5.  | Killer Queen (van Sheer Heart Attack)                                                             | Mercury                 | 2:59 |
| 6.  | Fat Bottomed Girls (live in Parijs, Frankrijk, 27 februari 1979)                                  | May                     | 4:38 |
| 7.  | Bohemian Rhapsody (van A Night at the Opera)                                                      | Mercury                 | 5:55 |
| 8.  | Now I'm Here (live in de Hammersmith Odeon, Londen, 24 december 1975)                             | May                     | 4:26 |
| 9.  | Crazy Little Thing Called Love (van The Game)                                                     | Mercury                 | 2:43 |
| 10. | Love of My Life (live op het Rock in Rio Festival, 18 januari 1985)                               | Mercury                 | 4:29 |
| 11. | We Will Rock You (van News of the World, zogeheten "movie mix")                                   | May                     | 2:09 |
| 12. | Another One Bites the Dust (van The Game)                                                         | John Deacon             | 3:35 |
| 13. | I Want to Break Free (van The Works)                                                              | Deacon                  | 3:43 |
| 14. | Under Pressure (van Hot Space, uitgevoerd met David Bowie)                                        | Queen, David Bowie      | 4:04 |
| 15. | Who Wants to Live Forever (van A Kind of Magic)                                                   | May                     | 5:15 |
| 16. | Bohemian Rhapsody (live op Live Aid, Wembley Stadium, Londen, 13 juli 1985)                       | Mercury                 | 2:28 |
| 17. | Radio Ga Ga (live op Live Aid)                                                                    | Roger Taylor            | 4:06 |
| 18. | Ay-Oh (live op Live Aid)                                                                          | Mercury                 | 0:41 |
| 19. | Hammer to Fall (live op Live Aid)                                                                 | May                     | 4:04 |
| 20. | We Are the Champions (live op Live Aid)                                                           | Mercury                 | 3:57 |
| 21. | Don't Stop Me Now... Revisited (van Jazz, zogeheten "movie mix")                                  | Mercury                 | 3:38 |
| 22. | The Show Must Go On (van Innuendo)                                                                | Queen                   | 4:32 |

## Hitnoteringen

### Nederlandse Album Top 100
| Hitnotering: 27-10-2018 t/m heden | Hitnotering: 27-10-2018 t/m heden | Hitnotering: 27-10-2018 t/m heden | Hitnotering: 27-10-2018 t/m heden | Hitnotering: 27-10-2018 t/m heden | Hitnotering: 27-10-2018 t/m heden | Hitnotering: 27-10-2018 t/m heden | Hitnotering: 27-10-2018 t/m heden | Hitnotering: 27-10-2018 t/m heden | Hitnotering: 27-10-2018 t/m heden | Hitnotering: 27-10-2018 t/m heden | Hitnotering: 27-10-2018 t/m heden | Hitnotering: 27-10-2018 t/m heden | Hitnotering: 27-10-2018 t/m heden | Hitnotering: 27-10-2018 t/m heden | Hitnotering: 27-10-2018 t/m heden | Hitnotering: 27-10-2018 t/m heden | Hitnotering: 27-10-2018 t/m heden | Hitnotering: 27-10-2018 t/m heden | Hitnotering: 27-10-2018 t/m heden | Hitnotering: 27-10-2018 t/m heden |
| Week:                             | 1                                 | 2                                 | 3                                 | 4                                 | 5                                 | 6                                 | 7                                 | 8                                 | 9                                 | 10                                | 11                                | 12                                | 13                                | 14                                | 15                                | 16                                | 17                                | 18                                | 19                                | 20                                |
| --------------------------------- | --------------------------------- | --------------------------------- | --------------------------------- | --------------------------------- | --------------------------------- | --------------------------------- | --------------------------------- | --------------------------------- | --------------------------------- | --------------------------------- | --------------------------------- | --------------------------------- | --------------------------------- | --------------------------------- | --------------------------------- | --------------------------------- | --------------------------------- | --------------------------------- | --------------------------------- | --------------------------------- |
| Positie                           | 25                                | 45                                | 11                                | 12                                | 16                                | 9                                 | 7                                 | 7                                 | 11                                | 11                                | 5                                 | 5                                 | 5                                 | 9                                 | 8                                 | 8                                 | 4                                 | 6                                 | 5                                 | 5                                 |
| Week:                             | 21                                | 22                                | 23                                | 24                                | 25                                | 26                                | 27                                | 28                                | 29                                | 30                                | 31                                | 32                                | 33                                | 34                                | 35                                |                                   |                                   |                                   |                                   |                                   |
| Positie:                          | 6                                 | 7                                 | 9                                 | 13                                | 16                                | 11                                | 20                                | 26                                | 22                                | 28                                | 32                                | 28                                | 31                                | 29                                | 29                                |                                   |                                   |                                   |                                   |                                   |

### Vlaamse Ultratop 200 Albums
| Hitnotering: 27-10-2018 t/m heden | Hitnotering: 27-10-2018 t/m heden | Hitnotering: 27-10-2018 t/m heden | Hitnotering: 27-10-2018 t/m heden | Hitnotering: 27-10-2018 t/m heden | Hitnotering: 27-10-2018 t/m heden | Hitnotering: 27-10-2018 t/m heden | Hitnotering: 27-10-2018 t/m heden | Hitnotering: 27-10-2018 t/m heden | Hitnotering: 27-10-2018 t/m heden | Hitnotering: 27-10-2018 t/m heden | Hitnotering: 27-10-2018 t/m heden | Hitnotering: 27-10-2018 t/m heden | Hitnotering: 27-10-2018 t/m heden | Hitnotering: 27-10-2018 t/m heden | Hitnotering: 27-10-2018 t/m heden | Hitnotering: 27-10-2018 t/m heden | Hitnotering: 27-10-2018 t/m heden | Hitnotering: 27-10-2018 t/m heden | Hitnotering: 27-10-2018 t/m heden | Hitnotering: 27-10-2018 t/m heden |
| Week:                             | 1                                 | 2                                 | 3                                 | 4                                 | 5                                 | 6                                 | 7                                 | 8                                 | 9                                 | 10                                | 11                                | 12                                | 13                                | 14                                | 15                                | 16                                | 17                                | 18                                | 19                                | 20                                |
| --------------------------------- | --------------------------------- | --------------------------------- | --------------------------------- | --------------------------------- | --------------------------------- | --------------------------------- | --------------------------------- | --------------------------------- | --------------------------------- | --------------------------------- | --------------------------------- | --------------------------------- | --------------------------------- | --------------------------------- | --------------------------------- | --------------------------------- | --------------------------------- | --------------------------------- | --------------------------------- | --------------------------------- |
| Positie                           | 20                                | 14                                | 8                                 | 5                                 | 13                                | 6                                 | 7                                 | 10                                | 12                                | 13                                | 13                                | 16                                | 19                                | 13                                | 15                                | 29                                | 8                                 | 15                                | 7                                 | 8                                 |
| Week:                             | 21                                | 22                                | 23                                | 24                                | 25                                | 26                                | 27                                | 28                                | 29                                | 30                                | 31                                | 32                                | 33                                | 34                                | 35                                |                                   |                                   |                                   |                                   |                                   |
| Positie:                          | 11                                | 11                                | 13                                | 16                                | 18                                | 27                                | 32                                | 48                                | 37                                | 28                                | 44                                | 39                                | 39                                | 49                                | 87                                |                                   |                                   |                                   |                                   |                                   |